# タコヤキ (1990年のパチンコ機)
タコヤキは、1990年8月にSANKYOが発売した、たこ焼き屋の屋台をモチーフにしたデザインや役物が特徴のパチンコ機のシリーズ名。
タコヤキSPとタコヤキDXの2機種がある。

## 概要
貯留型の羽根モノタイプ。中央役物のステージがたこ焼きプレートになっており、パチンコ玉をたこ焼きに見立てている。
通常時は羽の開閉と共に、プレートの穴からメタリックの玉が飛び出す。大当たり中はその穴からメタリックの玉が飛び出さず、それぞれの穴にパチンコ玉がはまることで最大6個まで貯留される。
玉が最大6個貯留される他のSANKYOの羽根モノタイプの台としては、 エンタープライズⅠ(1990)、 ジルバ(1994)、 ワークマン(1995)がある。

## スペック
- タコヤキSP
  - 賞球数 ALL13
  - 大当たり最高継続 8R
  - 最大貯留 6個(10カウント)
- タコヤキDX
  - 賞球数 5&10
  - 大当たり最高継続 8R
  - 最大貯留 6個(10カウント)

## 演出
羽根が小さく、設置場所が役物上部にあるため、通常時に役物内部に玉を入れることが難しい構造になっている。
通常時にチャッカーに入賞すると、羽根開閉と同時に中央役物の男性が腕を動かし、たこ焼きプレートの底からメタリックの玉が飛び出す。この二つの動きが玉の軌道に影響を与え、簡単にVゾーンに入賞しないようにしている。
大当たり中はたこ焼きプレートの穴に玉が最大6個まで貯留される。ハズレ10カウントまたは羽根18開閉後、貯留された玉を勢いよく空中へ押し出す形で解除する。
解除時、Vゾーン手前の穴に貯留がない場合はVゾーンへの入賞が難しく、パンクする危険性が高かった。その代わり、入っている場合は高確率でVゾーンへ入賞した。
貯留解除のタイミングが羽根開閉時間やカウント数を最大限に使用した後のため、初当たりの難易度が高いものの、大当たり1回で大きな出玉数を期待できた。